# Wibelia apargioides
Wibelia apargioides là một loài dương xỉ trong họ Davalliaceae. Loài này được Roehl. mô tả khoa học đầu tiên năm 1813.
Danh pháp khoa học của loài này chưa được làm sáng tỏ. 